# George Villiers, 4. Earl of Clarendon

George Villiers, 4. Earl of Clarendon

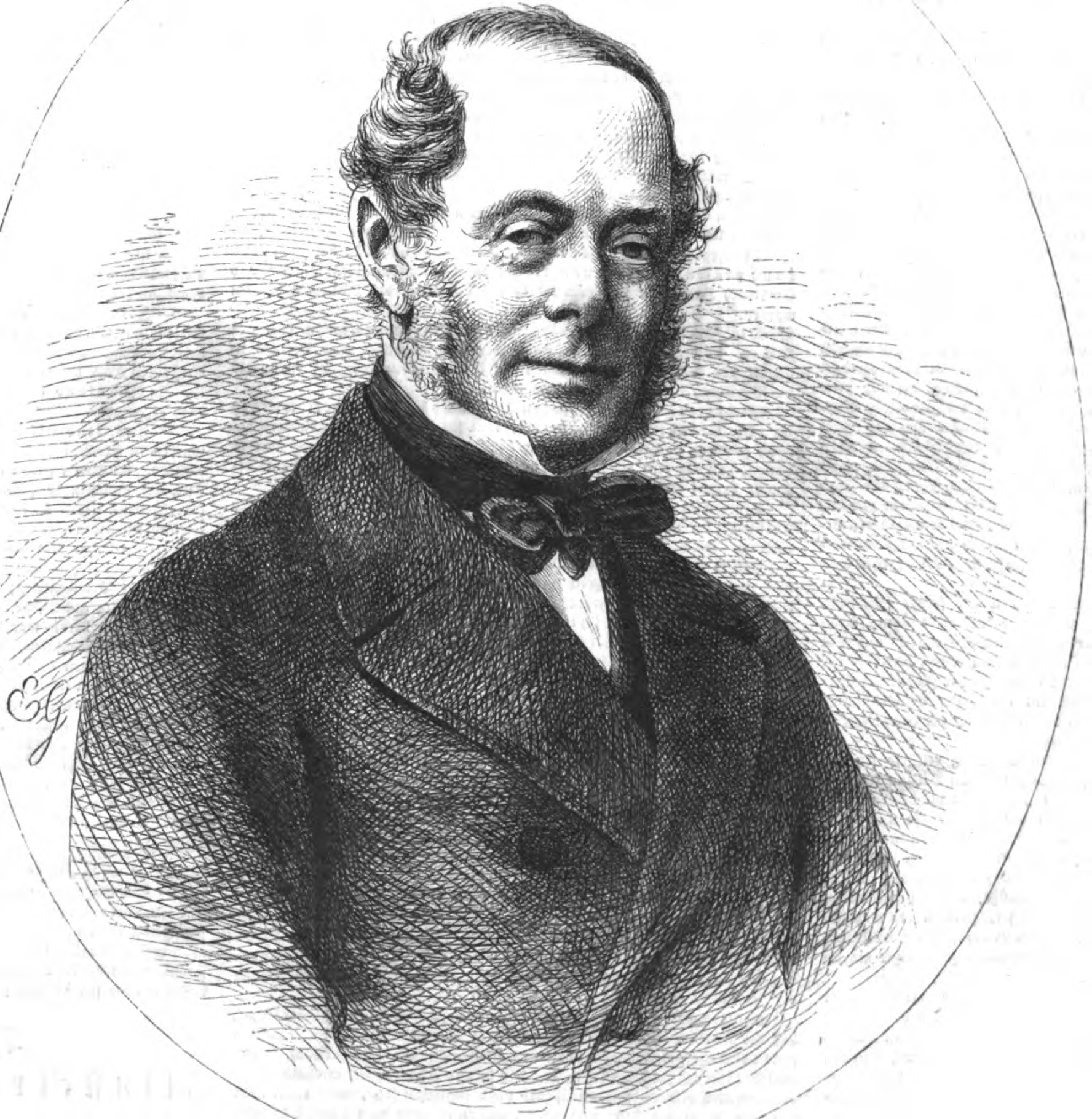
George Villiers, 4. Earl of Clarendon, 1865.

George William Frederick Villiers, 4. Earl of Clarendon KG GCB (* 12. Januar 1800 in London; † 27. Juni 1870 ebenda) war ein britischer Adliger, Diplomat und Politiker.

## Leben
George Villiers entstammte der Adelsfamilie Villiers. Er war der älteste Sohn des Hon. George Villiers (1759–1827) aus dessen Ehe mit Hon. Theresa Parker (1775–1856). Sein Vater war der dritte Sohn des Thomas Villiers, 1. Earl of Clarendon, seine Mutter eine Tochter des John Parker, 1. Baron Boringdon. Villiers besuchte das St John’s College der University of Cambridge, das er bereits 1820 als Master of Arts verließ.
Er ging dann für drei Jahre als Attaché an die britische Botschaft nach Sankt Petersburg. Es folgten Jahre im Zollamt sowie an der Botschaft in Paris, bevor Villiers 1833 als Botschafter nach Spanien entsandt wurde. Während seiner Zeit dort, die vom Ersten Carlistenkrieg geprägt war, hatte er erheblichen Einfluss auf die liberale Regierung und die Königinwitwe Maria Christina, die als Regentin herrschte.
Beim Tod seines Onkels John Villiers, 3. Earl of Clarendon, erbte Villiers 1838 dessen Adelstitel als Earl of Clarendon und Baron Hyde. Aufgrund der Titel wurde er Mitglied des House of Lords.
1840 wurde er Lord Privy Seal unter Melbourne, später dann auch noch Chancellor of the Duchy of Lancaster. Nach dem Sturz der Whigs 1841 war er aktiver Oppositioneller, unterstützte aber Peel und seinen Bruder Charles Pelham Villiers bei der Abschaffung der Corn Laws. In der Regierung von Earl Russell bekleidete er das Amt des Präsidenten des Board of Trade 1846 und des Lord Lieutenant of Ireland 1847–1852. In seine Amtszeit fiel die Große Hungersnot in Irland. Die ihm angetragenen Ämter des Generalgouverneurs von Indien bzw. Kanada lehnte er ab, weil er meinte, dann zu weit von der aktiven Politik entfernt zu sein.
In der Regierung unter George Hamilton-Gordon, 4. Earl of Aberdeen, einer Koalition zwischen Liberalen und Peeliten, wurde Villiers Außenminister. 1853 war er maßgeblich für die Verwicklung Großbritanniens in den Krimkrieg verantwortlich. Sodann wirkte er aber daran mit, den Pariser Frieden zustande zu bringen, durch den dieser Krieg beendet wurde. Mit dem Ende der Koalition schied auch er 1858 aus dem Amt.
Erst 1864 übernahm Villiers wieder ein öffentliches Amt, nämlich dasjenige des Chancellor of the Duchy of Lancaster in der Regierung Palmerston und war im gleichen Jahr Teilnehmer der Londoner Konferenz. Nach Palmerstons Tode wurde er erneut Außenminister, nunmehr wieder unter Lord Russell. Allerdings schied diese Regierung bereits nach wenigen Monaten aus dem Amt.
Letztmals bekleidete Villiers in der ersten Regierung Gladstone ab 1868 das Amt des Außenministers, ohne dass in diese Zeit besondere außenpolitische Aktivitäten fielen. Dennoch war er in die Belgische Eisenbahnkrise 1869 verwickelt.
Er starb 1870 im Amt. Seine Adelstitel erbte sein ältester überlebender Sohn Edward.

## Ehe und Nachkommen
Villiers heiratete 1839 Lady Katherine Grimston (1810–1874), die älteste Tochter von James Grimston, 1. Earl of Verulam. Mit ihr hatte er acht Kinder:
- Lady Constance Villiers (1840–1922), ⚭ 1864 Frederick Stanley, 16. Earl of Derby;
- Lady Alice Villiers (1841–1897), ⚭ 1860 Edward Bootle-Wilbraham, 1. Earl of Lathom;
- Lady Emily Theresa Villiers (1843–1927), ⚭ 1868 Odo Russell, 1. Baron Ampthill;
- Edward Hyde Villiers, Lord Hyde (1845–1846);
- Edward Hyde Villiers, 5. Earl of Clarendon (1846–1914), ⚭ (1) Lady Caroline Elizabeth Agar, Tochter des James Agar, 3. Earl of Normanton, ⚭ (2) Emma Mary Augusta Hatch;
- Hon. George Patrick Hyde Villiers (1847–1892), Colonel der British Army, ⚭ 1884 Louisa Maria Maquay;
- Lady Florence Margaret Villiers (1850–1851);
- Hon. Sir Francis Hyde Villiers (1852–1925), ⚭ 1876 Virginia Katharine Smith.